# Віра Розанка

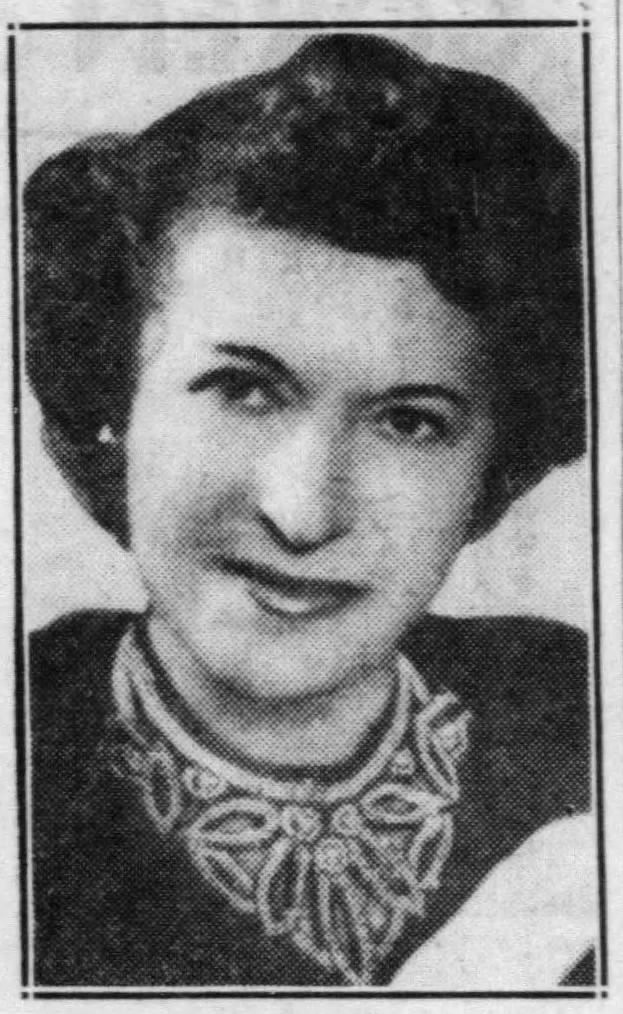
Віра Розанка

Віра Розанка (їд. װעראַ ראָזאַנקאַ </link>, 1893—1985) — акторка та менеджерка українського театру їдиш, сопрано, письменниця, радіовиконавиця та артистка звукозапису. Протягом своєї кар'єри вона поділяла сцену з багатьма відомими людьми світу театру їдиш, зокрема з Аароном Лебедевим, Беном Бонусом, Фрейделе Ойшером, Міріам Кресин та Менашею Скульник. Вона грала ролі типових неєврейських російських, українських чи ромських персонажів у народних костюмах, виступаючи під назвою «yiddishe shikse» (Шікса).

## Життєпис
Від народження вона отримала ім'я Шифра Вінер (שפרה װינער). Народилась у Конотопі, Чернігівської губернії, Російської імперії (нині Сумська область, Україна) 4 листопада 1893 року. Її батько був підприємцем або підрядником. Вона здобула традиційну освіту в хедері та в загальноосвітній школі. У юності вона вже виступала як співачка в школі та на приватних святах. Незабаром вона почала грати дитячі ролі в театрі Їдиш.
У 1914 році вона вийшла заміж за польського актора театру їдиш і драматурга Ізраеля Розенберга у Варшаві, і вони емігрували до Канади в 1917 році. Вона грала там у театрі на їдиш і писала вірші та оповідання для газет на їдиш у Вінніпезі та Торонто. У якийсь момент вона прийняла собі ім'я Віра Розенберг і сценічний псевдонім Віра Розанка або Розанко. Їхня дочка Ребека (Бетті) народилася в Торонто у вересні 1918 року. У 1921 році вони переїхали до Нью-Йорка, оселившись у Брукліні. Там вона поступово стала відомою як акторка театру на їдиш і часто грала в перекладених на українську мову п'єсах свого чоловіка. Вона стала відома своїми виступами під назвою «yiddishe shikse», де вона співала російсько- чи україномовні пісні або виступала в сценках з російським акцентом і ламаною англійською.

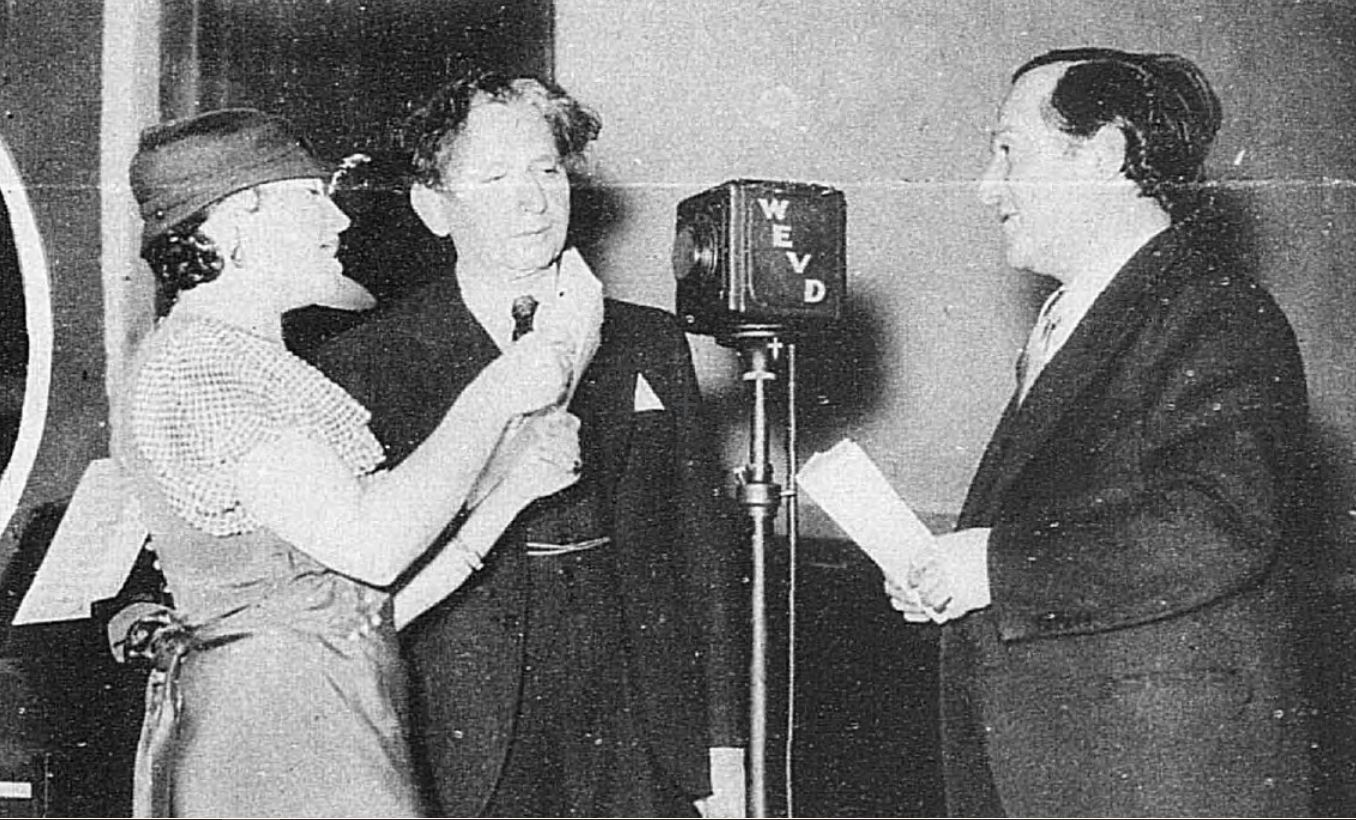
Віра Розанка, Е. Л. Барон та Ізраель Розенберг виконують сценку на радіо WEVD близько 1933 року

У 1930-х роках вони з чоловіком також працювали на радіо їдиш, де Ізраель був диктором, а Віра — співачкою. Зокрема, вона зіграла на радіо, а потім і на сцені автобіографічну програму під назвою «Їдиш Шикса». Вона також продовжувала виступати на сцені, граючи в театрі Гопкінсона з такими діячами, як Менаша Скульник. І вона продовжувала писати, опублікувавши книгу оповідань у 1934 році під назвою Fun shtot un dorf. Протягом 1930-х і 1940-х років вона також зробила кілька записів дисків зі швидкістю 78 обертів на хвилину з російськими піснями та їдиш-піснями на невеликих лейблах, таких як Sun і Ivro Records.
Після Другої світової війни вона продовжувала грати, з'являючись у п'єсах, поставлених її чоловіком у театрі Клінтона, разом з такими акторами, як Аарон Лебедев і Міріам Кресин. Оскільки популярність театру на їдиш падала, вона та Ізраель також все більше зверталися до водевільних вистав і виступів на радіо, включаючно з щотижневою програмою, яку спонсорував Манішевіц. Потім, приблизно в 1949 році, вона очолила новий ізраїльський театр, який називався Національний театр Віри Розанко, граючи з такими акторами, як Флоренс Вайс, Ірвінг Якобсон, Фівуш Фінкель і Макс Клеттер. Вона також продовжувала виступати в театрі Клінтона, виступаючи в постановках з Беном Бонусом, Фрайделе Ойшер та іншими.

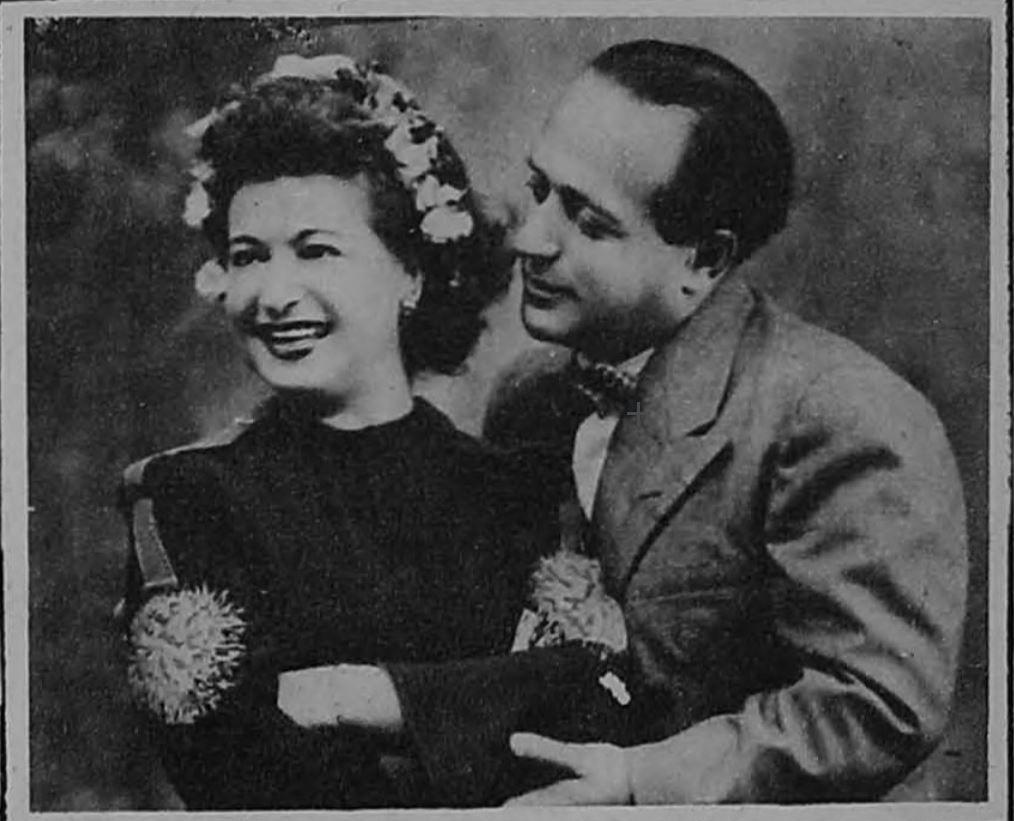
Віра Розанко та Ізраель Розенберг

У 1951 році вона була ключовим членом нової трупи, яка заснована в Educational Alliance Playhouse. Приблизно на початку 1950-х років це було згорнуто, а в 1954 році вона взяла участь у новому проєкті, фінансованому Спілкою єврейських акторів, де разом зі своїм чоловіком керувала знову відкритим театром Елсмір. Після цього, попри те, що популярність театру на їдиш продовжувала падати, вона з'являлася на сцені до кінця 1970-х років.
Померла 27 серпня 1985 року в Нью-Йорку.

## Родина
Розанка була тіткою канадського прозаїка Мордекая Річлера через свого чоловіка Ізраеля Розенберга; Річлер відвідав їх у Нью-Йорку та бачив деякі з їхніх виступів у юності, а також послухав кілька їхніх радіопередач.